# Alpine F1 Team
Az Alpine F1 Team (ejtsd: alpín), jelenleg BWT Alpine F1 Team egy francia Formula–1-es csapat, amelynek székhelye az Egyesült Királyságban van. A francia Groupe Renault autóipari vállalat tulajdonában van. A csapat a 2021-es Formula–1 világbajnokságon debütált a Renault-ról az Alpine-re történő átrendeződés eredményeként, az  Alpine márka népszerűsítése érdekében. A márkanevek ellenére az Alpine F1 Team továbbra is a Renault munkacsoportjaként szolgált, egészen a 2025-ös idény végéig. Jelenlegi pilótáik Pierre Gasly és Franco Colapinto. A csapat francia licensszel versenyez.

## Történet
Az Alpine sportautó-gyártó szerepvállalása a Formula–1-ben egészen 1968-ig vezethető vissza, amikor az Alpine A350 Grand Prix autót építették Gordini V8-as motorral. A Mauro Bianchival végzett kezdeti zandvoorti tesztelést követően azonban a projekt befejeződött, amikor kiderült, hogy a motor körülbelül 300 lóerőt (220 kW) teljesít, szemben a Cosworth V8-as motorjainak 400-ával. 1975-ben a vállalat elkészítette az Alpine A500 prototípust, hogy teszteljen egy 1,5 literes V6-os turbómotort a Renault gyári csapata számára, amely végül 1977-ben debütált.
Az a csapat, amely Alpine-ként versenyez, hosszú múltra tekinthet vissza a jogfolytonosság eredményeképp. 1981-ben még Toleman néven alapították, 1986-tól már mint Benetton vettek részt a sportág küzdelmeiben közel két évtizedig (ekkor kerültek mai székhelyükre, Enstone-ba), majd 2002-től a Renault gyári csapatává váltak, egészen 2011-ig. Ezután négy éven keresztül Lotus néven működtek tovább, 2016-től pedig újra gyári Renault csapatként. A közkeletű becenevén csak "enstone-i csapatként" emlegetett alakulat 1994-ben, 1995-ben, 2005-ben és 2006-ban is világbajnoki címet tudott szerezni.
2020 szeptemberében a Groupe Renault bejelentette, hogy az Alpine-t kívánja használni csapata új neveként az Alpine márka népszerűsítésére, így a csapat az Alpine F1 Team néven válik ismertté. 2023 júniusától kezdődően egy befektetőkből álló csapat 24 százalékos tulajdonrészt vásárolt, körülbelül 200 millió euróért. A befektetők közt volt található Ryan Reynolds színész, Patrick Mahomes és Travis Kelce amerikaifutball-játékos, Rory McIlroy golfozó, Anthony Joshua korábbi nehézsúlyú bokszbajnok, valamint Trent Alexander-Arnold és Juan Mata labdarúgók.

## Versenytörténet

### A Renault gyári csapataként (2021-2025)

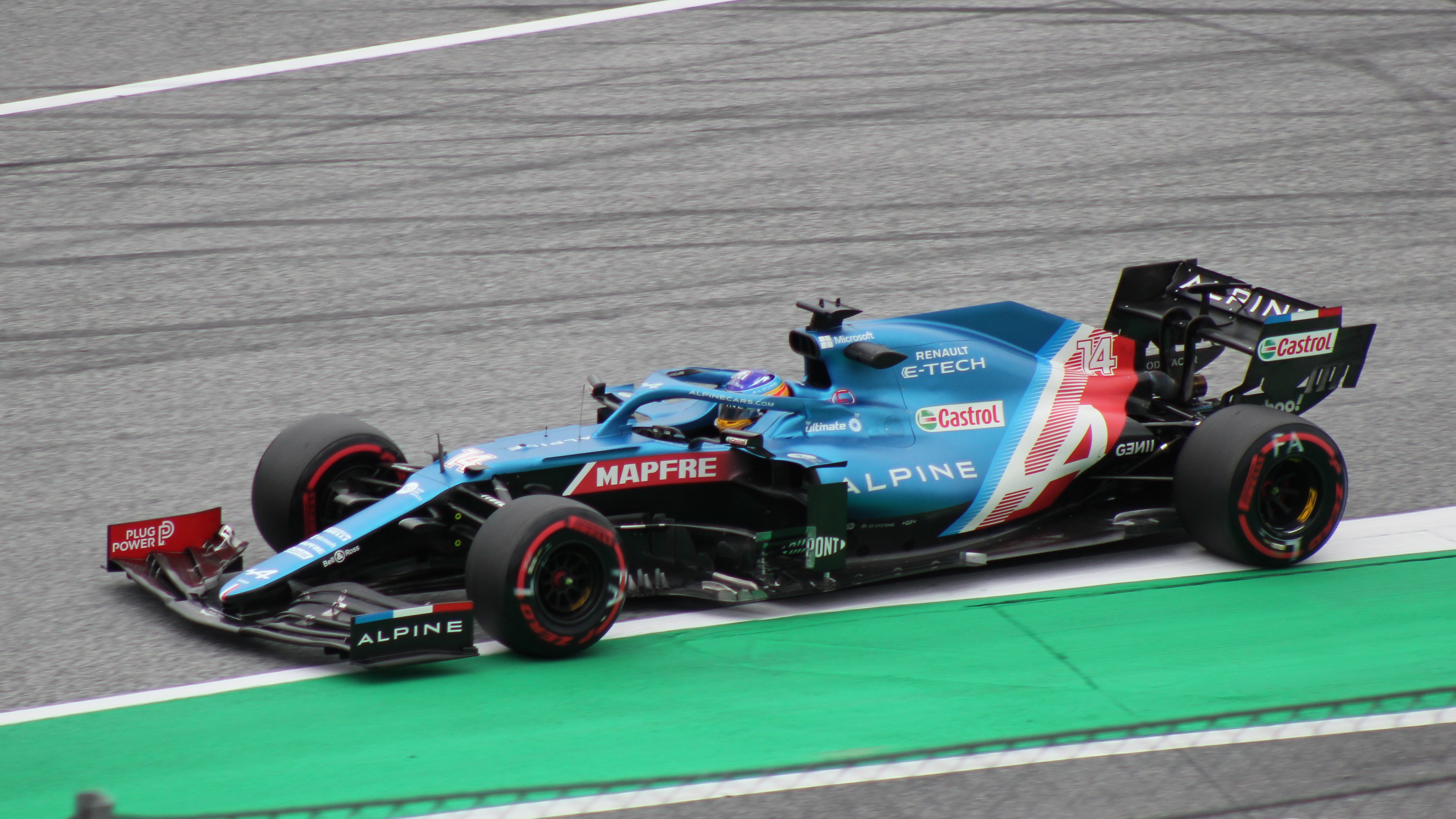
Fernando Alonso a 2021-es Formula–1 osztrák nagydíjon.

2021-re a csapat leszerződtette a kétszeres világbajnokot, Fernando Alonsót a távozó Daniel Ricciardo helyére, aki ezzel immár harmadjára tért vissza az alakulathoz. Esteban Ocont megtartották a 2020-as Renault csapatból. Az Alpine továbbra is Renault motorokat használt, immár az egész mezőnyben egyedüliként. Ezzel eghyidejűleg a korábbi csapatfőnök Cyril Abiteboul bejelentette távozását. Abiteboult Davide Brivio váltotta, aki korábban a Suzukinál dolgozott a MotoGP-ben.

Az Alpine első versenye azzal ért véget, hogy Alonso kénytelen volt feladni, miután a törmelékek miatt az autója túlmelegedett, Ocon pedig Sebastian Vettellel ütközött. A rossz kezdés ellenére, az Alpine a következő tizenöt futamon pontokat tudott szerezni, köztük Ocon révén egy győzelmet a 2021-es magyar nagydíjon. Ez volt az első győzelme egy francia motorral hajtott francia autót vezető francia pilóta számára azóta, hogy Alain Prost diadalmaskodott az 1983-as osztrák nagydíjon, továbbá az 1996-os monacói nagydíj óta is az első, hogy francia pilóta francia autóval győzzön. Fernando Alonso a katari nagydíjon még egy dobogós helyet begyűjtött a csapatnak, amely így konstruktőri ötödikként zárta az évet.

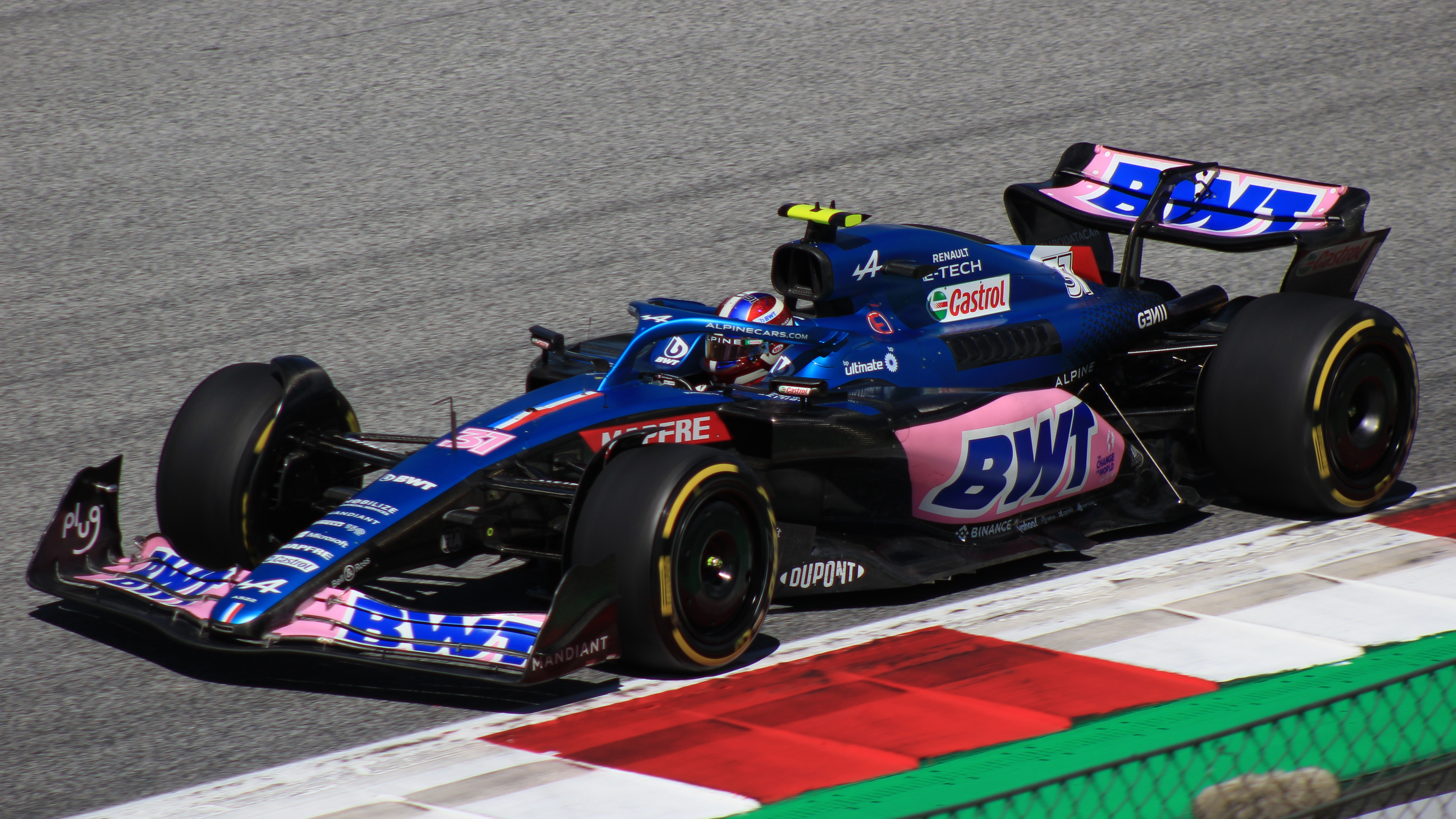
Esteban Ocon a 2022-es Formula–1 osztrák nagydíjon.

2022 januárjában a csapatfőnök, Marcin Budkowski és Alain Prost is elhagyta a csapatot. Otmar Szafnauert, aki korábban az Aston Martin tagja volt, jelentették be új csapatfőnökként, és vele érkezett Bruno Famin is, aki a motorfejlesztésért felelt.  Oscar Piastri váltotta Danyiil Kvjatot a tesztpilótaként. 2022 februárjában a BWT a csapat névadó szponzora lett a fenntarthatósági törekvést célzó megállapodás keretében, amelynek eredményeképpen az autókon megjelent a rózsaszín festés, sőt bizonyos futamokon tiszta rózsaszínben versenyeztek - hasonlóképpen a korábban szponzorált Racing Point autóihoz. Az idényt kisebb megvillanások és folyamatos pontszerzések jellemezték - ilyen pozitív pillanat volt, hogy Alonso a második helyre kvalifikált a kanadai nagydíjon. Az évet a bajnoki negyedik helyen zárták.
2023-ban a csapatot elhagyta Alonso, miután ő több évre szóló szerződést szeretett volna kötni, de az Alpine csak egy évet ajánlott fel. Mindennek az volt az oka, hogy azt tervezték, hogy versenyzői akadémiájuk tagja, a tesztpilóta Oscar Piastri hamarosan állandó ülést kap. Be is jelentették őt, mint aki Alonso helyére ül, de általános megdöbbenésre Piastri nem sokkal később közölte, hogy neki nincs élő szerződése a csapattal. Szafnauer nyilvánosan kritizálta őt ezért, közölve, hogy tiszteletet várna el tőle a csapat iránt és hálát, amiért egyáltalán lehetőséget kapott tőlük. Az ügyet a Nemzetközi Automobil Szövetség is tárgyalta, és Piastrinak adtak igazat, aki 2023-tól a McLaren pilótája lett. Az Alpine végül Pierre Gaslyt igazolta le. Gasly és Ocon között a régmúltba visszanyúló kölcsönös ellenszenv állt fenn, így kérdéses volt, hogy együtt tudnak-e működni. Ráadásul Ocon már régebb óta volt a csapatnál és neki volt egyfajta beágyazottsága. A dolgok idény közben alaposan megváltoztak, amikor először kirúgták Laurent Rossit és a helyére Philippe Krief került, majd nem sokkal később Szafnauert és Alan Permane sportigazgatót is elbocsátották, Pat Fry technikai igazgató pedig az év végével hagyta el őket. Mindezek az átalakítások rányomták a csapatra is a bélyegüket: bár két dobogót is szereztek, végül csak konstruktőri hatodikok lettek.
Versenyzőpárosukat megtartották 2024-re is, azonban az Alpine számára katasztrofálisan kezdődött az év. Az autójuk abszolút versenyképtelen volt, az első versenyeken övék volt az egész rajtrácson a leggyengébb. Emiatt átszervezték a tervezői részleget és többeket, akiket felelősnek tartottak ezért az eredményért, elbocsátottak. Újabb átalakulások kezdődtek: Bob Bell tanácsadó követte Alonsót, majd leigazolták David Sanchezt. Májusban aztán kiderült, hogy visszatér a csapathoz a sportágból botrányos körülmények közepette egyszer már távozni kényszerült Flavio Briatore, főtanácsadói szerepkörben. Év közben bejelentették Ocon távozását, valamint Bruno Faminét is, akinek a helyét már a holland nagydíjtól Oliver Oakes vette át a csapatfőnöki székben. A hátralévő versenyeken az Alpine döbbenetes javulást mutatott be, a São Pauló-i nagydíjon kettős dobogót is szereztek - ez volt az első kettős dobogójuk, és ha a jogfolytonosságot vesszük, az első a 2013-as koreai nagydíj óta, ahol a Lotus tette ugyanezt. Mindezeknek köszönhetően konstruktőri hatodikok lettek. Ocon az utolsó futamot már nem is teljesítette a csapattal, hanem a helyére a következő évtől őt váltó Jack Doohan ülhetett.
2024-ben bejelentették, hogy a Renault nem épít a következő évtől érkező új formulához motort, ezért a 2025-ös idény az utolsó, amelyet ezzel versenyeznek végig. 2026-tól az Alpine a Renault gyári csapatából a Mercedes klienscsapatává minősül át. A 2025-ös idényt a Gasly-Doohan párossal kezdték meg, noha Doohan feje felett folyamatosan ott lebegett az, hogy mások is pályáztak az ülésére. A főbb szponzorok közül távozott a BP és a Castrol, helyettük az Eni és a Valvoline érkezett. Az idény megint nem indult jól: a riválisokhoz képest gyengébb volt az autójuk, és a szezon első harmadában a pontszerzés is csodaszámba ment. Miamit követően a csapat körül ismét nagy változások történtek: váratlanul menesztették Oliver Oakes csapatfőnököt, akinek a helyét ideiglenesen Dave Greenwood és Flavio Briatore vették át. Doohantől is megváltak, jobban mondva tartalékpilótának minősítették vissza, azzal, hogy rotációs rendszerben fognak majd versenyezni Imolától Colapintóval.

## Eredmények
(Félkövér: pole-pozíció, dőlt: leggyorsabb kör, a színkódokról részletes információ itt található)
| Év   | Modell | Motor                        | Gumi | Versenyzők       | 1   | 2   | 3   | 4   | 5   | 6    | 7   | 8   | 9    | 10  | 11  | 12   | 13  | 14  | 15  | 16  | 17  | 18  | 19  | 20  | 21  | 22  | 23  | 24  | Pont | Helyezés |
| ---- | ------ | ---------------------------- | ---- | ---------------- | --- | --- | --- | --- | --- | ---- | --- | --- | ---- | --- | --- | ---- | --- | --- | --- | --- | --- | --- | --- | --- | --- | --- | --- | --- | ---- | -------- |
| 2021 | A521   | Renault E-Tech 20B 1.6 V6 t  | P    |                  | BHR | EMI | POR | ESP | MON | AZE  | FRA | STY | AUT  | GBR | HUN | BEL  | NED | ITA | RUS | TUR | USA | MEX | BRA | QAT | SAU | UAE |     |     | 155  | 5.       |
| 2021 | A521   | Renault E-Tech 20B 1.6 V6 t  | P    | Fernando Alonso  | KI  | 10  | 8   | 17  | 13  | 6    | 8   | 9   | 10   | 7   | 4   | 11   | 6   | 8   | 6   | 16  | KI  | 9   | 9   | 3   | 13  | 8   |     |     | 155  | 5.       |
| 2021 | A521   | Renault E-Tech 20B 1.6 V6 t  | P    | Esteban Ocon     | 13  | 9   | 7   | 9   | 9   | KI   | 14  | 14  | KI   | 9   | 1   | 7‡   | 9   | 10  | 14  | 10  | KI  | 13  | 8   | 5   | 4   | 9   |     |     | 155  | 5.       |
| 2022 | A522   | Renault E-Tech RE22 1.6 V6 t | P    |                  | BHR | SAU | AUS | EMI | MIA | ESP  | MON | AZE | CAN  | GBR | AUT | FRA  | HUN | BEL | NED | ITA | SIN | JPN | USA | MEX | BRA | UAE |     |     | 173  | 4.       |
| 2022 | A522   | Renault E-Tech RE22 1.6 V6 t | P    | Fernando Alonso  | 9   | KI  | 17  | KI  | 11  | 9    | 7   | 7   | 9    | 5   | 10  | 6    | 8   | 5   | 6   | KI  | KI  | 7   | 7   | 19† | 5   | KI  |     |     | 173  | 4.       |
| 2022 | A522   | Renault E-Tech RE22 1.6 V6 t | P    | Esteban Ocon     | 7   | 6   | 7   | 14  | 8   | 7    | 12  | 10  | 6    | KI  | 5 6 | 8    | 9   | 7   | 9   | 11  | KI  | 4   | 11  | 8   | 8   | 7   |     |     | 173  | 4.       |
| 2023 | A523   | Renault E-Tech RE23 1.6 V6 t | P    |                  | BHR | SAU | AUS | AZE | MIA | MON  | ESP | CAN | AUT  | GBR | HUN | BEL  | NED | ITA | SIN | JPN | QAT | USA | MEX | BRA | LVG | UAE |     |     | 120  | 6.       |
| 2023 | A523   | Renault E-Tech RE23 1.6 V6 t | P    | Pierre Gasly     | 9   | 9   | 13† | 14  | 8   | 7    | 10  | 12  | 10   | 18† | KI  | 11 3 | 3   | 15  | 6   | 10  | 12  | 6   | 11  | 7   | 11  | 13  |     |     | 120  | 6.       |
| 2023 | A523   | Renault E-Tech RE23 1.6 V6 t | P    | Esteban Ocon     | KI  | 8   | 14† | 15  | 9   | 3    | 8   | 8   | 14 7 | KI  | KI  | 8    | 10  | KI  | KI  | 9   | 7   | KI  | 10  | 10  | 4   | 12  |     |     | 120  | 6.       |
| 2024 | A524   | Renault E-Tech RE24 1.6 V6 t | P    |                  | BHR | SAU | AUS | JPN | CHN | MIA  | EMI | MON | CAN  | ESP | AUT | GBR  | HUN | BEL | NED | ITA | AZE | SIN | USA | MXC | SAP | LVG | QAT | ABU | 65   | 6.       |
| 2024 | A524   | Renault E-Tech RE24 1.6 V6 t | P    | Pierre Gasly     | 18  | KI  | 13  | 16  | 13  | 12   | 16  | 10  | 9    | 9   | 10  | NI   | KI  | 13  | 9   | 15  | 12  | 17  | 12  | 10  | 3 7 | KI  | 5   | 7   | 65   | 6.       |
| 2024 | A524   | Renault E-Tech RE24 1.6 V6 t | P    | Esteban Ocon     | 17  | 13  | 16  | 15  | 11  | 10   | 14  | KI  | 10   | 10  | 12  | 16   | 18  | 9   | 15  | 14  | 15  | 13  | 18  | 13  | 2   | 17  | KI  |     | 65   | 6.       |
| 2024 | A524   | Renault E-Tech RE24 1.6 V6 t | P    | Jack Doohan      |     |     |     |     |     |      |     |     |      |     |     |      |     |     |     |     |     |     |     |     |     |     |     | 15  | 65   | 6.       |
| 2025 | A525   | Renault E-Tech RE25 1.6 V6 t | P    |                  | AUS | CHN | JPN | BHR | SAU | MIA  | EMI | MON | ESP  | CAN | AUT | GBR  | BEL | HUN | NED | ITA | AZE | SIN | USA | MXC | SAP | LVG | QAT | ABU | 7    | 9.       |
| 2025 | A525   | Renault E-Tech RE25 1.6 V6 t | P    | Pierre Gasly     | 11  | KIZ | 13  | 7   | KI  | 13 8 | 13  | KI  |      |     |     |      |     |     |     |     |     |     |     |     |     |     |     |     | 7    | 9.       |
| 2025 | A525   | Renault E-Tech RE25 1.6 V6 t | P    | Jack Doohan      | KI  | 13  | 15  | 14  | 17  | KI   |     |     |      |     |     |      |     |     |     |     |     |     |     |     |     |     |     |     | 7    | 9.       |
| 2025 | A525   | Renault E-Tech RE25 1.6 V6 t | P    | Franco Colapinto |     |     |     |     |     |      | 16  | 13  |      |     |     |      |     |     |     |     |     |     |     |     |     |     |     |     | 7    | 9.       |

‡ A futamon csak fél pontokat osztottak, mivel nem teljesítették a versenytáv 75%-át.
Felső indexben jelölve a sprintfutamon elért helyezés, ha az pontszerzéssel járt együtt.

## E-sport eredmények
| Év      | Kasztni     | Motor               | Tyres | Drivers                 | 1   | 2   | 3   | 4   | 5   | 6   | 7   | 8   | 9   | 10  | 11  | 12  | Pontok | Helyezés |
| ------- | ----------- | ------------------- | ----- | ----------------------- | --- | --- | --- | --- | --- | --- | --- | --- | --- | --- | --- | --- | ------ | -------- |
| 2021    | Alpine A521 | Renault E-Tech 20B  | P     |                         | BHR | CHN | RBR | GBR | ITA | BEL | POR | NED | USA | EMI | MEX | BRA | 123    | 5.       |
| 2021    | Alpine A521 | Renault E-Tech 20B  | P     | Nicolas Longuet         | 2   | 18  | 9   | 4   | 12  | 5   | 12  |     | 3   |     | 7   | 7   | 123    | 5.       |
| 2021    | Alpine A521 | Renault E-Tech 20B  | P     | Fabrizio Donoso Delgado | 10  | 2   |     | 17  | 4   |     | 3   | 16  |     | 14  | 17  | 19  | 123    | 5.       |
| 2021    | Alpine A521 | Renault E-Tech 20B  | P     | Sípos Patrik            |     |     | 17  |     |     | 17  |     | 8   | 16  | 8   |     |     | 123    | 5.       |
| 2022    | Alpine A522 | Renault E-Tech RE22 | P     |                         | BHR | EMI | GBR | RBR | BEL | NED | ITA | MEX | USA | JPN | BRA | UAE | 13     | 9.       |
| 2022    | Alpine A522 | Renault E-Tech RE22 | P     | Sípos Patrik            | 18  | 18  | 8   | 14  | 16  | 16  | 8   |     | 18  | 11  | 12  | 14  | 13     | 9.       |
| 2022    | Alpine A522 | Renault E-Tech RE22 | P     | Filip Prešnajder        | 11  | 15  |     | 20  | 20  |     | 9   | 13  |     |     |     |     | 13     | 9.       |
| 2022    | Alpine A522 | Renault E-Tech RE22 | P     | Luke Smith              |     |     | 10  |     |     | 18  |     | 19  | 13  | 16  | 14  | 9   | 13     | 9.       |
| 2023–24 | Alpine A523 | Renault E-Tech RE23 | P     |                         | BHR | JED | RBR | GBR | BEL | NED | USA | MEX | BRA | LVG | QAT | UAE | 11     | 10.      |
| 2023–24 | Alpine A523 | Renault E-Tech RE23 | P     | Rubén Pedreño           | 11  | 15  | 16  |     |     | 17  | 10  | 10  | KI  | 15  | 7   | KI  | 11     | 10.      |
| 2023–24 | Alpine A523 | Renault E-Tech RE23 | P     | Filip Prešnajder        |     | 14  | 15  | 15  | 18  |     |     |     |     |     |     |     | 11     | 10.      |
| 2023–24 | Alpine A523 | Renault E-Tech RE23 | P     | Sípos Patrik            | 15  |     |     | 12  | 17  | 16  | 9   | 11  | 18  | 14  | 13  | 13  | 11     | 10.      |
| 2025    | Alpine A524 | Renault E-Tech RE24 | P     |                         | AUS | CHN | BHR | SAU | GBR | BEL | NED | USA | MXC | SAP | QAT | ABU | 27     | 9.       |
| 2025    | Alpine A524 | Renault E-Tech RE24 | P     | Joni Törmälä            | 20  | 10  | 10  | KI  | 15  | 16  | 6   | 16  |     | 8   | 17  | 11  | 27     | 9.       |
| 2025    | Alpine A524 | Renault E-Tech RE24 | P     | Josh Idowu              | 13  | 9   | 5   | KI  | 19  | 11  | 16  | 18  | KI  | 15  | 19  | 15  | 27     | 9.       |
| 2025    | Alpine A524 | Renault E-Tech RE24 | P     | Piotr Stachulec         |     |     |     |     |     |     |     |     |     |     |     |     | 27     | 9.       |
| 2025    | Alpine A524 | Renault E-Tech RE24 | P     | Szabó-Kónyi Bence       |     |     |     |     |     |     |     |     | 15  |     |     |     | 27     | 9.       |

## Fordítás
Ez a szócikk részben vagy egészben  az   Alpine F1 Team című angol Wikipédia-szócikk ezen változatának fordításán alapul.  Az eredeti cikk szerkesztőit annak laptörténete sorolja fel. Ez a jelzés csupán a megfogalmazás eredetét és a szerzői jogokat jelzi, nem szolgál a cikkben szereplő információk forrásmegjelöléseként.